# Dół biodrowo-łonowy
Dół biodrowo-łonowy (łac. fossa iliopectinea) – w anatomii człowieka zagłębienie w obrębie kończyny dolnej, leżące w trójkącie udowym. Ograniczeniami jego są z jednej strony mięsień biodrowo-lędźwiowy, z drugiej zaś mięsień grzebieniowy. Wyściela go zaś powięź biodrowo-łonowa. Stanowi ona blaszkę głęboką powięzi szerokiej. Natomiast powierzchowna blaszka tejże samej powięzi pokrywa dół biodrowo-łonowy, razem z powięzią sitowatą.
Dół wypełnia tkanka łączna. Pomiędzy mięśniami wyznaczającymi dół biodrowo-łonowy przebiega szeroka, zwężająca się ku dołowi bruzda. Przebiega w niej tętnica udowa. W dole leżą jej ważniejsze gałęzie. Ponadto leży w nim żyła udowa, jak też jej dopływy. Naczynia i węzły chłonne (węzły pachwinowe głębokie) również znajdują się w dole biodrowo-łonowym, ale ich liczba nie jest wielkością stałą. Jeśli chodzi o układ nerwowy, to w dole biodrowo-łonowym przebiega nerw udowy wraz z odchodzącymi odeń gałęziami oraz gałąź udowa nerwu płciowo-udowego. Struktury te w większości wstępują do jamy miednicy bądź ją opuszczają poprzez rozstęp naczyń. Wyjątek stanowi tu nerw udowy, przedostający się do kończyny dolnej poprzez rozstęp mięśni.